# 코르사코프 해전
코르사코프 해전(Battle of Korsakov, 일본어: コルサコフ海戦)은 일본 제국 해군의 순양함 지토세와 쓰시마 그리고 러시아 제국 해군의 순양함 노비크 사이에서 벌어진 해전이다. 일본에서는 소야 해전(宗谷沖海戦)이라고 부른다.

## 개요
이등보호함 ‘노비크’는 이전에 벌어진 황해 해전에 참가한 구축함 중 1척이었다. 해전에서 일본에 패한 후 일본 함대에 쫓겨 뤼순 항으로 퇴각할 수 없자, 독일령 자오저우 만에서 석탄을 보급 받은 후 일본 열도를 우회하여 태평양을 북상하여 블라디보스톡으로 향하는 중이었다. 그러나 연료가 부족할 우려가 있었기 때문에, 다시 석탄을 보급받기 위해 사할린의 코르사코프 앞바다에 정박하고 있었다. 그것을 발견한 일본 해군의 순양함과 해전이 벌어진 직후 일본 순양함의 포탄에 맞아 노비크는 쾌속을 살리지 못하고, 이내 좌초되었다. 승무원들은 군함을 버리고 탈출하여 블라디보스토크로 향했다.
이 해전은 전쟁의 추세를 결정할만 한 것은 아니었지만, 러시아 해군의 전력을 줄이는 데 기여했다. 또한 당시 러시아 제국 해군이 벌어고 있었던 통상적 파괴 작전의 위협도 감소시켰다. 이 해전 이후 노비크는 일본 해군에 의해 인양된 후 수리되어 일본 해군에 편입시켜 통보함 스즈야(鈴谷)가 되었다.